# Volkswagen Type 181
De Volkswagen Type 181 is een militaire terreinauto van Volkswagen, die tussen 1968 en 1980 werd geproduceerd, in eerste instantie voor de Duitse Bundeswehr.

## Geschiedenis

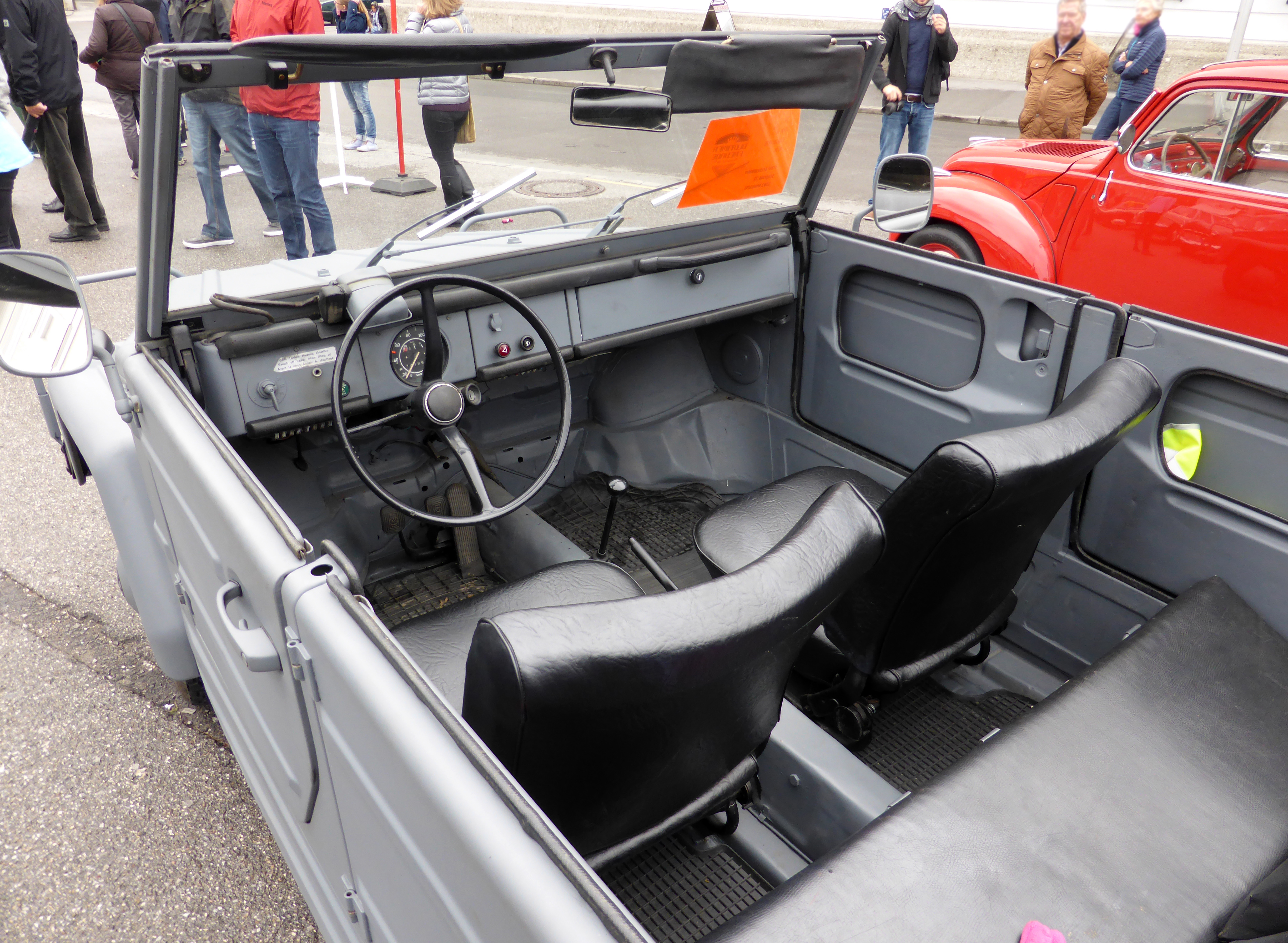
Interieur VW Type 181

Deze auto begon zijn carrière in 1968 als een noodoplossing. De Bundeswehr gebruikte tot op dat moment de DKW Munga maar daarvan werd de productie in 1968 gestaakt. Als vervanging was de Europa Jeep gepland; een gezamenlijk initiatief van Frankrijk, Italië en Duitsland. Dit internationale project kwam echter niet veel verder dan twee prototypes.
Bij het zoeken naar een alternatief, viel de keuze van de Bundeswehr op Volkswagen, dat het gevraagde multi-inzetbare voertuig construeerde onder gebruikmaking van onderdelen uit de destijds gevoerde modellen. Het ontwerp was gebaseerd op de Volkswagen Kübelwagen, die tijdens de Tweede Wereldoorlog voor de Duitse Wehrmacht was geproduceerd.

## De introductie
Volkswagen presenteerde de VW Type 181 in september 1969 op de Internationale Automobilausstellung te Frankfurt am Main als het Duitse militaire equivalent van de Amerikaanse Willys Jeep. Technisch gezien was de Type 181 echter totaal niet te vergelijken met de Jeep; het belangrijkste verschil was dat de VW Type 181 geen vierwielaandrijving had en eigenlijk ongeschikt was voor zwaar terrein.
In 1971 begon de verkoop van de civiele versie in Europa. Mexico en de Verenigde Staten volgden in 1972. De prijs van de civiele VW Type 181 lag, vergeleken met een Volkswagen Kever, op een hoog niveau. Particuliere klanten moesten 8.500 DM betalen voor een spartaans uitgerust voertuig. Een van de weinige extra verkrijgbare accessoires, een sperdifferentieel, kostte 435 DM extra.

## De naam

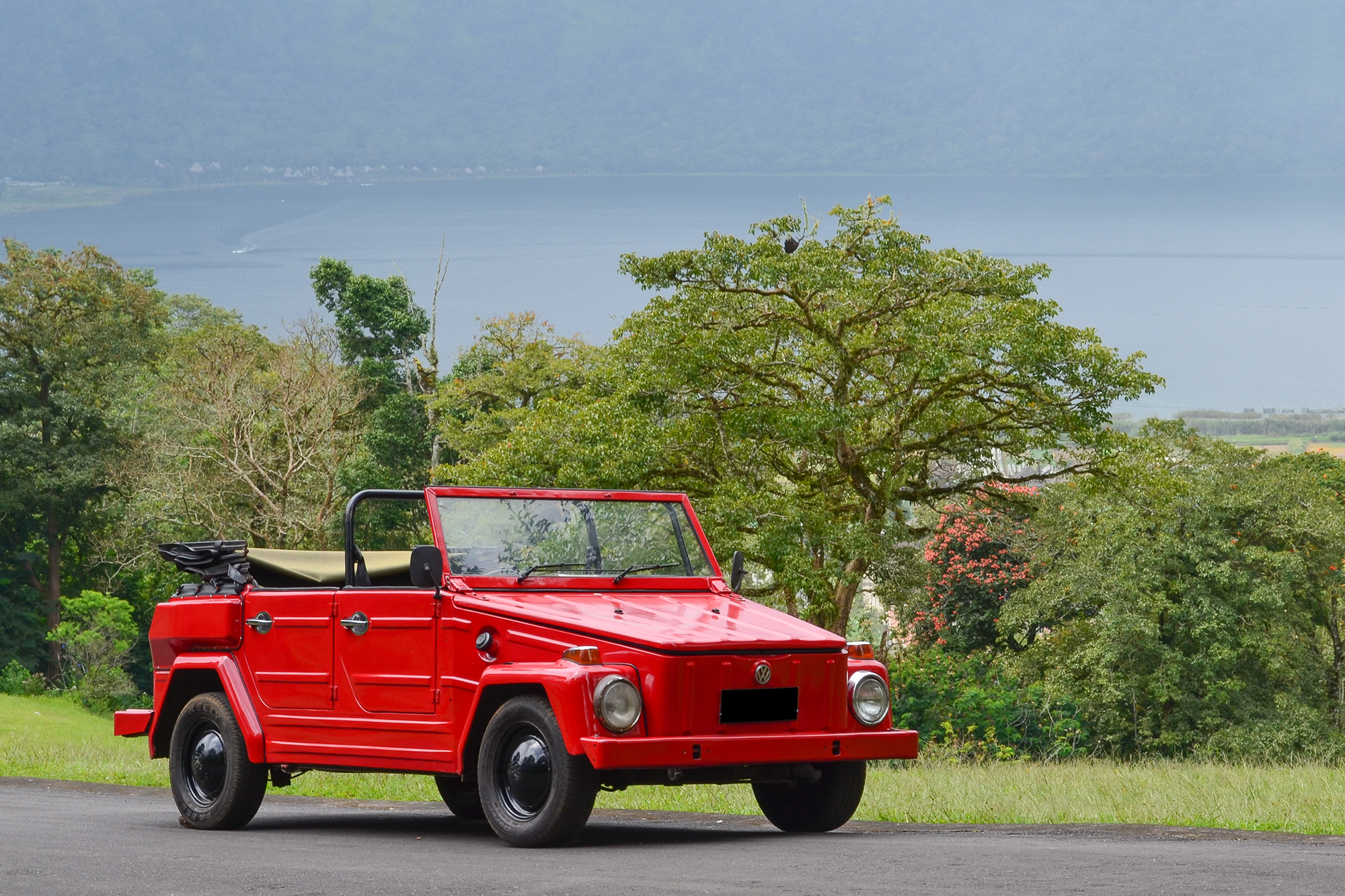
VW Safari in Indonesië

In verschillende markten werd de auto anders genoemd.
- In Duitsland werd hij VW Typ 181 Kurierwagen (koerierswagen) genoemd.[5] Met deze niet-militaire naam wilde Volkswagen elke relatie vermijden tot de Volkswagen Kübelwagen. Dat dit niet helemaal gelukt is blijkt uit het feit dat heden ten dage de Type 181, in de volksmond en de media veelal "Kübel" genoemd wordt.
- Verenigd Koninkrijk: Trekker
- Verenigde Staten: Thing
- Mexico en Indonesië: Safari

## Productie

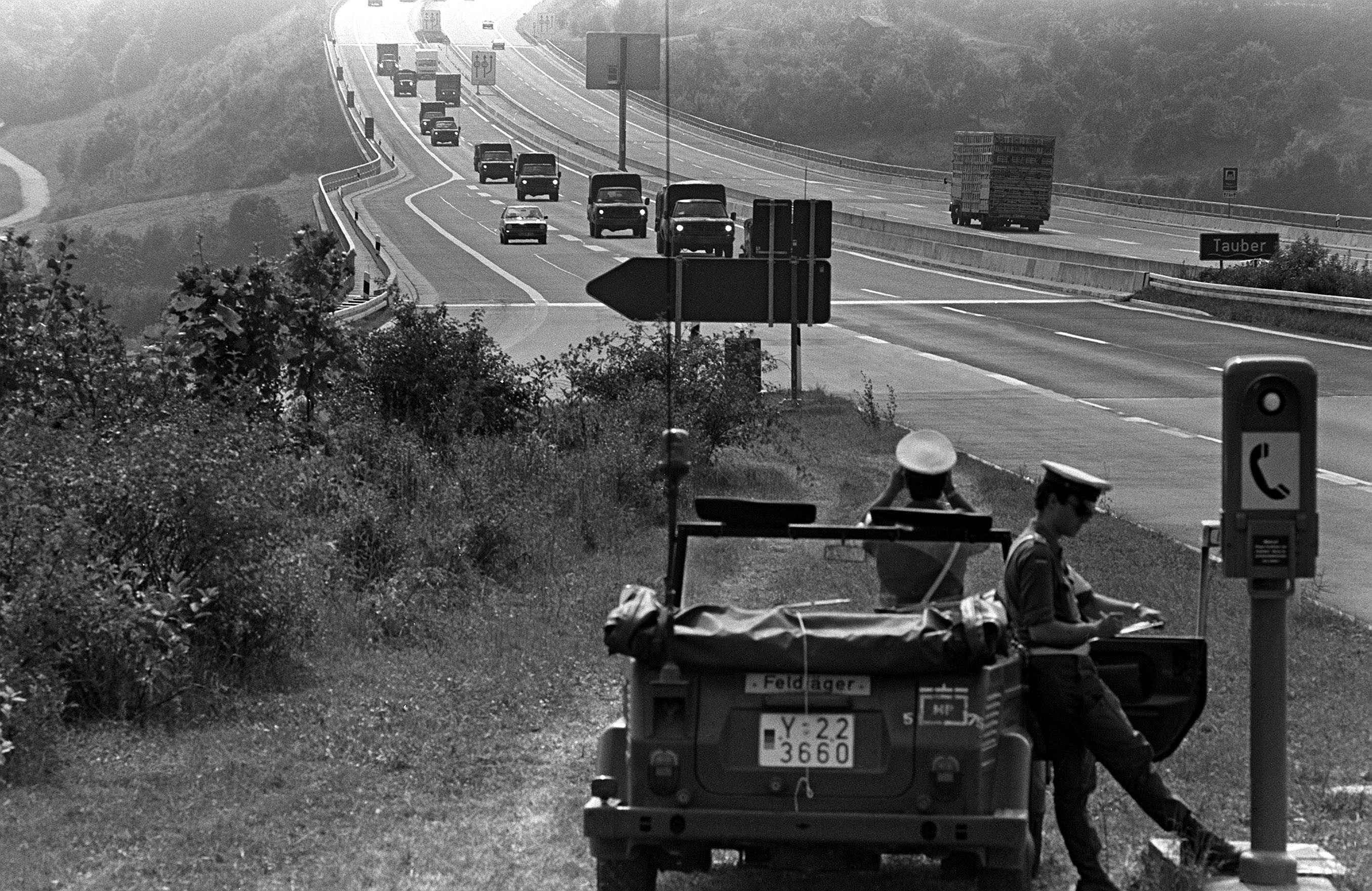
Type 181 in gebruik bij de Duitse militaire politie (1982)

De productie van de Type 181 begon in voorjaar 1968 in de Volkswagenfabriek te Wolfsburg met een voorserie van zestien exemplaren die als testexemplaren bedoeld waren. Later in datzelfde jaar kwam de productie volledig op gang en tot 1974 werden te Wolfsburg 57.574 auto's geproduceerd. In 1975 werd de productie naar de Volkswagen-fabriek in Hannover verplaatst waar nog eens 10.629 voertuigen van de band liepen. Vervolgens werd de productie nogmaals verplaatst, nu naar de fabriek in Emden, waar 2.323 eenheden gebouwd werden.
In 1978 werd in Europa de productie gestopt. Van 1968 tot 1979 werden meer dan 50.000 exemplaren in militaire uitvoering geleverd aan diverse NAVO landen, waaronder Nederland. De Duitse Bundeswehr bestelde 15.275 stuks. Deze werden geleverd in de periode van 1969 tot eind 1979.
In de Verenigde Staten was de auto onder de naam Thing ("Ding") een opmerkelijk succes. In de jaren 1970 en 1971 werd de auto in de vorm van CKD-kits vanaf Wolfsburg geleverd, om vervolgens in de VS te worden geassembleerd.
Vanaf 1972 werd de VW Type 181 voor de Noord-Amerikaanse markt in Mexico gebouwd; deze auto's zijn herkenbaar aan de grote ronde achterlichten gelijk aan de VW Kever 1303. Begin 1975 kwam er een eind aan de verkoop in de Verenigde Staten, doordat "The Thing" niet voldeed aan de nieuwe veiligheidsnormen die werden gesteld voor nieuwe personenauto's.
Door het wegvallen van de Amerikaanse markt werden in de Mexicaanse Volkswagenfabriek te Puebla in 1980 nog slechts 695 voertuigen gebouwd en kwam het totaal van de aldaar gebouwde auto's op 64.254 eenheden. In 1978 werd de Volkswagen 181 bij de Bundeswehr opgevolgd door de Volkswagen Iltis (Type 183). 
In de periode van 1968 tot 1980 liepen er in totaal 140.768 voertuigen van de verschillende productie-lijnen.

## Techniek
De doosvormige carrosserie met vier halve deuren en cabrioletkap was aangepast aan het doel en de stijl van de tijd.
De carrosserie was gemonteerd op het iets verbrede centrale buis-platform dat ook werd gebruikt voor de Karmann Ghia Type 14, en dat afstamde van de Volkswagen Kever. Omdat de auto geen vast dak had moesten extra kokerprofielen voor de vereiste stijfheid zorgen. Ook voor de mechanische componenten viel men terug op reeds beschikbare en beproefde VW technologie.
Van de Volkswagen Kever kwamen:
- de achterin geplaatste 1500 cm³, luchtgekoelde, 32 kW/44 pk boxermotor
- de koppeling
- instrumenten
- stuurinrichting
- remsysteem met trommelremmen op alle vier wielen
- voor- en achteras met torsievering (Pendelas)
- benzinetank (inhoud 40 liter)

De versnellingsbak, met reductiekasten en de achterwielophanging kwamen, enigszins gewijzigd, van de VW T1 Bus. Een sperdifferentieel was als optie leverbaar. De auto was iets hoger op de wielen gezet om de bodemvrijheid te verhogen en had alleen achterwielaandrijving.
De inzittenden werden beschermd tegen de weersinvloeden door een "all-weather", ongevoerde, opvouwbare kap van pvc en afneembare bovenhelften van de 4 deuren voorzien van plexiglas. De voorruit kon naar voren worden geklapt en vergrendeld met twee klemmetjes.
De auto werd verwarmd met een benzinekachel die, samen met het reservewiel, voorin onder het kofferdeksel geplaatst was. De in twee standen verstelbare stoelen waren bekleed met kunstleer. De achterbank kon in zijn geheel of in delen worden neergeklapt, waardoor extra laadruimte verkregen werd.

### Herzieningen

#### 1970
Een jaar na de introductie werd de 1500 cm³ motor vervangen door een 1600 cm³ motor. Deze had standaard een compressieverhouding van 1:7.5 en leverde 37 kW/50 pk. Voor de Type 181 werd de compressieverhouding teruggebracht tot 1:6,6 zodat het vermogen met 32 kW/ 44 pk, weliswaar gelijk bleef aan de 1500 cm³ motor, maar de motor benzine van een laag octaangetal kon gebruiken zonder daarbij schade door pingelen op te lopen.

De eindoverbrenging werd aangepast teneinde de topsnelheid te verhogen tot 115 km/u (tot dan 110 km/u).

#### 1973
In 1973 werden diverse wijzigingen uitgevoerd:
- De compressieverhouding van de 1600 cm³ motor werd teruggebracht naar de standaardspecificatie; de motor leverde nu (weer) 37 kW/50pk.
- Bij de achterwielophanging werd de pendelas vervangen door een as met draagarmen en korte aandrijfassen voorzien van homokinetische koppelingen, zoals bij de VW Kever 1302/1303.
- De verouderde transmissie met reductie-kasten werd vervangen door de versnellingsbak van de toenmalige T2 Transporter.
- De bandenmaat werd aangepast van 165 R 15 naar 185 R 14.
- De verwarming van de civiele uitvoering werd aangepast aan de wettelijke eisen (verplichte voorruitverwarming) en gebruikte nu de warmte van het uitlaatsysteem om de auto te verwarmen, volgens hetzelfde principe als van de Kever. Bij de militaire versie bleef de benzinekachel gehandhaafd, wegens de afwijkende, militair voorgeschreven, uitlaatconstructie.[7]

## Huidige populariteit
Net als de DKW Munga heeft de Type 181 het imago van een cult-klassieker, geholpen door zijn hoekige styling die geen twijfel laat bestaan over haar strikte gebruiksdoel. Het dak en de deuren zijn afneembaar zonder gereedschap en de voorruit klapt naar beneden, vergelijkbaar met een Jeep. Het interieur is een illustratie van vormvolgende functionaliteit met de geschilderde stalen deurpanelen en platte zitbanken.
Op de Amerikaanse liefhebbersmarkt lagen de gemiddelde prijzen voor een Type 181 in de periode 2018-2023 rond de US $ 20.000. In Europa lagen de prijzen in 2021 iets lager, rond de 10-15.000 euro.